# Campanula hierapetrae
Campanula hierapetrae ist eine Pflanzenart aus der Gattung der Glockenblumen (Campanula) in der Familie der Glockenblumengewächse (Campanulaceae). 

## Merkmale
Campanula hierapetrae ist ein ausdauernder Rhizom-Geophyt, der Wuchshöhen von 5 bis 10 Zentimeter erreicht. Die Pflanze ist seidig behaart. Die Stängel sind  niederliegend bis aufsteigend und ziemlich dicht beblättert. Die Blätter sind eiförmig, etwas dicklich und wechselständig.
Der Blütenstand ist ein- bis vierblütig. Die Anhängsel des Kelchs sind sehr kurz. Die Krone ist trichterförmig und 12 bis 15 Millimeter groß, sie ist hellviolett und am Grunde heller.
Die Blütezeit reicht von Juli bis August.
Die Chromosomenzahl beträgt 2n = 34.

## Vorkommen
Campanula hierapetrae ist auf Kreta in der Präfektur Lasithi endemisch. Die Art wächst dort am Afendis Kavousi auf Felsen in Höhenlagen von 1000 bis 1450 Meter.

## Taxonomie
Campanula hierapetrae wurde 1935 von Karl Heinz Rechinger in Oesterreichische Botanische Zeitschrift Band 84 Seite 170 erstbeschrieben.